# Idaea geministrigata
Idaea geministrigata là một loài bướm đêm trong họ Geometridae.